# آنتیاک (شهرستان کلینتون، ایندیانا)
آنتیاک (به انگلیسی: Antioch) یک منطقهٔ مسکونی در ایالات متحده آمریکا است که در شهرستان کلینتون، ایندیانا واقع شده است. آنتیاک ۲۶۷٫۹۲ متر بالاتر از سطح دریا قرار دارد.